# Marina Várkonyiová
Marina Várkonyiová (* 21. března 1971) je bývalá maďarská sportovní šermířka, která se specializovala na šerm kordem. Maďarsko reprezentovala v devadesátých letech. V roce 1991 obsadila třetí místo na mistrovství světa a v roce 1992 získala titul mistryně Evropy v soutěži jednotlivkyň. S maďarským družstvem kordistek získala celkem čtyři tituly mistryň světa (1989, 1991, 1992, 1993) a v roce 1991 vybojovala s družstvem titul mistryň Evropy.